# Турія (комуна)
Турія (рум. Turia) — комуна у повіті Ковасна в Румунії. До складу комуни входять такі села (дані про населення за 2002 рік):
- Алунджень (350 осіб)
- Турія (3568 осіб) — адміністративний центр комуни

Комуна розташована на відстані 178 км на північ від Бухареста, 28 км на північний схід від Сфинту-Георге, 54 км на північний схід від Брашова.

## Населення
За даними перепису населення 2002 року у комуні проживали 3918 осіб.
Національний склад населення комуни:
| Національність | Кількість осіб | Відсоток |
| -------------- | -------------- | -------- |
| угорці         | 3866           | 98,7%    |
| румуни         | 44             | 1,1%     |
| цигани         | 7              | 0,2%     |
| чанго          | 1              | < 0,1%   |

Рідною мовою назвали:
| Мова       | Кількість осіб | Відсоток |
| ---------- | -------------- | -------- |
| угорська   | 3870           | 98,8%    |
| румунська  | 46             | 1,2%     |
| українська | 1              | < 0,1%   |
| німецька   | 1              | < 0,1%   |

Склад населення комуни за віросповіданням:
| Релігія                                       | Кількість осіб | Відсоток |
| --------------------------------------------- | -------------- | -------- |
| римо-католики                                 | 3355           | 85,6%    |
| реформати                                     | 511            | 13,0%    |
| православні                                   | 39             | 1,0%     |
| унітарії                                      | 5              | 0,1%     |
| адвентисти                                    | 4              | 0,1%     |
| греко-католики                                | 1              | < 0,1%   |
| баптисти                                      | 1              | < 0,1%   |
| лютерани (Синодально-пресвітеріанська церква) | 1              | < 0,1%   |
| лютерани (Аугсбурзького сповідання)           | 1              | < 0,1%   |